# Jazz Jackrabbit 2
Jazz Jackrabbit 2 es un videojuego de plataformas producido por Epic MegaGames, ahora conocido como Epic Games. Fue puesto en venta en 1998 para PC's que ejecuten Windows, y más tarde para los ordenadores Macintosh. Es la secuela de Jazz Jackrabbit. 
Jazz tiene que perseguir a Devan Shell a través del tiempo, El hermano de jazz, Spaz, y en versiones posteriores de Jazz la hermana de Jazz Lori, se introducen como personajes jugables. El juego ofrece opciones multijugador, incluyendo la capacidad de jugar en una red LAN o Internet. 

## Personajes
Jazz Jackrabbit 2 tiene dos personajes jugables, Jazz y Spaz, un tercer carácter, Lori, se añadió en Jazz Jackrabbit 2: The Secret Files.
- Jazz Jackrabbit - El personaje principal del juego, un conejo verde inteligente y sin paciencia cuando muere cae desmayado y puede hacer una hélice con sus orejas.

- Spaz Jackrabbit - El hermano de Jazz, este esta completamente loco y tiene tics nerviosos, mueve sus ojos, sus brazos y su lengua constantemente. Es de color rojo, tiene la habilidad de hacer un doble salto y cuando muere explota dejando solo sus botas. Su locura lo llevó a desarrollar una patada de gran alcance.

- Lori Jackrabbit - La hermana de Jazz y Spaz es más alta que los 2, es amarilla, puede hacer una hélice y también una patada de corta distancia, (similar a la de spaz) aparece solo en los archivos secretos y holiday hare 98.

- Eva Earlong - La novia de Jazz no aparece mucho en el juego, aparece en la demo, y en el final del último capítulo, solidifica a los personajes luego de que hayan sido convertidos en rana por la bruja.

- Devan  - El enemigo de la serie, robó el anillo de bodas y es quien aparece en el nivel del laboratorio, con su robot, y en el último nivel, tiene una segunda transformación que es una especie de dragón, por un error del juego a veces no aparece.

- Chicos malos - son los enemigos del juego los más conocidos son la tortugas, también están los jefes, hay uno de ellos que fue expulsado del juego y otro que solo se encuentra en holliday hare 98, el gato solo aparece en los archivos secretos y las tortugas y lagartijas navideñas aparecen en las crónicas de Navidad y holliday hare 98.

## Episodios y Niveles
- Formerly A Prince

En este episodio de Jazz él escapa del Castillo Carrotus y visita a un científico loco de un laboratorio. 
Niveles:
-Rabbit in Training.
-Dungeon Dilemma.
-Knight Cap.
-Tossed Salad.
-Carrot Juice.
- Jazz in time

En este episodio de Jazz él va a la época victoriana, tiene peleas en una loca versión Groovy de Alicia en el país de las maravillas y explora una playa. 
- Flashback

En este episodio de Jazz revive Remakes de los niveles, desde el primer episodio de la original Jazz Jackrabbit. 
- Funky monkeys

En este episodio de Jazz él visita una selva, va a Heck y lucha contra Devan Shell. 
- Shareware Demo

Este episodio cuenta con varios niveles para mostrar el juego libre. Estos niveles están disponibles tanto en Shareware como en la versión completa.